# درگیری درون‌ژنومی
درگیری درون‌ژنومی (به انگلیسی: Intragenomic conflict) به یک پدیده تکاملی گفته می‌شود که در آن ژن‌ها دارای اثرات فنوتیپی هستند که انتقال خود را به زیان انتقال دیگر ژن‌هایی که در همان ژنوم قرار دارند، ترویج می‌کنند. نظریه ژن خودخواهانه فرض می‌کند که انتخاب طبیعی فراوانی ژن‌هایی را افزایش می‌دهد که اثرات فنوتیپی آنها سبب انتقال آنها به جانداران جدید می‌شود و بیشتر ژن‌ها با همکاری ژن‌های دیگر در همان ژنوم برای ساخت جانداری که توانایی تولیدمثل و/یا کمک به خویشاوندان برای تولیدمثل دارد، به این امر دست می‌یابند. فرض شیوع همکاری درون‌ژنومی زیربنای مفهوم برازش فراگیر جاندارمحور است. با این حال، تضاد بین ژن‌های یک ژنوم ممکن است هم در رویدادهای مربوط به تولیدمثل (یک ژن خودخواه ممکن است «فریب» دهد و حضور خود را در گامت‌ها یا فرزندان بالاتر از حد انتظار بر اساس جداسازی مندل و گامتوژنز منصفانه افزایش دهد) و هم نوع‌دوستی (ژن‌ها) در ژنوم یکسان، ممکن است دربارهٔ چگونگی ارزش‌گذاری جانداران دیگر در زمینه کمک به خویشاوندان اختلاف نظر ایجاد کند، زیرا ضریب ارتباط بین ژن‌های موجود در همان ژنوم متفاوت است.

### ماده‌شدن (Feminization)
جانداران نر بدون توجه به عوامل تعیین‌کننده جنسیت هسته‌ای توسط پروتیست‌های ارثی سیتوپلاسمی (Microsporidia) یا باکتری‌ها (Wolbachia) به ماده تبدیل می‌شوند. این در دوجورپایان و جورپایان سخت‌پوست و پروانه‌سان رخ می‌دهد.
تضاد بین کروموزوم‌ها به عنوان عنصری در تکامل جنسیت مطرح شده‌است.